# Johannes Peter Müller
Johannes Peter Müller (Coblenza, 14 luglio 1801 – Berlino, 28 aprile 1858) è stato un anatomista, fisiologo e ittiologo tedesco.

## Biografia

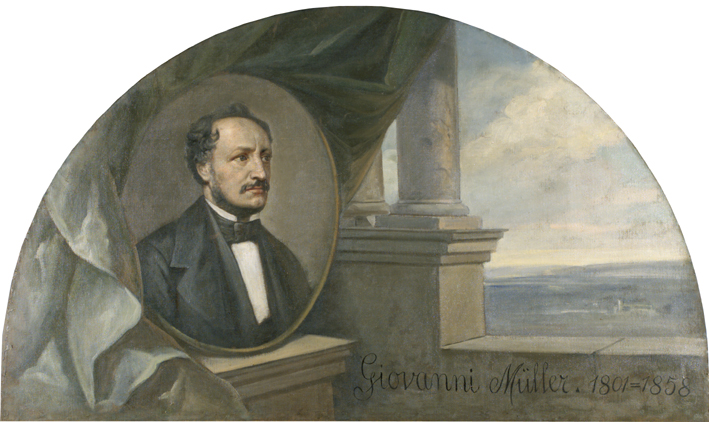
Pasquale Baroni, Johannes Peter Müller, Museo di Anatomia Umana "Luigi Rolando", Torino

Si laureò in biologia all'università di Bonn e rimase nella stessa università ottenendo il dottorato in Zoologia nel 1824. Nel 1826 fu nominato professore associato, e nel 1830 professore ordinario, di fisiologia. Nel 1833 fu professore di anatomia e fisiologia alla Humboldt Universität di Berlino, come successore di Karl Asmund Rudolphi (1771-1832). Rimase a Berlino fino alla morte.
Già in vita, gli si attribuì il merito di aver innalzato la fisiologia alla dignità di scienza autonoma. La sua ricerca spaziò in tutti i campi della fisiologia e dell'anatomia anatomia umana normale e patologica, discipline che Müller cercò sempre di interpretare rigorosamente in senso meccanicistico. Sono molto noti i suoi studi di fisiologia sull'apparato digerente, sul sistema nervoso (teoria dell'energia specifica dei nervi), sul sangue e sul sistema linfatico, mentre fra i suoi studi anatomici si segnalano quelli nel campo dell'angiologia, degli organi di senso, sugli apparati della fonazione e dell'udito, sui gangli nervosi, sulle ossa, sulla cartilagini, sulle ghiandole endocrine, sui reni, ecc.
Alla sua scuola si formarono i maggiori scienziati, fisiologi e anatomisti tedeschi del secolo scorso, come Hermann von Helmholtz (1821-1894), Emil Du Bois-Reymond (1818-1896), Theodor Schwann (1810-1882), Friedrich Gustav Jakob Henle (1809-1885), Karl Bogislaus Reichert (1811-1883), Rudolf Virchow (1821-1902), Ernst Wilhelm Ritter von Brücke (1819-1892), Carl Ludwig (1816-1895), Ernst Haeckel (1834-1919), Moritz Schiff (1823-1896), ecc.
Negli ultimi anni della sua vita Müller si dedicò all'anatomia comparata e alla tassonomia. Suoi principali oggetto di studio furono i pesci e gli invertebrati marini.
Uno dei maggiori contributi di Müller alla nascita della psicologia moderna fu l'introduzione del "principio dell'energia nervosa specifica". Müller scoprì che un medesimo stimolo esterno è in grado di produrre nel soggetto che lo riceve sensazioni diverse a seconda del tipo di nervo (ottico, acustico...) che sollecita. Il nervo ottico, ad esempio, invierà al cervello sempre impulsi visivi, anche se sollecitato meccanicamente o elettricamente. Tale scoperta introduceva una netta distinzione tra gli stimoli fisici e le sensazioni da essi derivanti. Il principio fu ripreso da Helmholtz.

## Opere

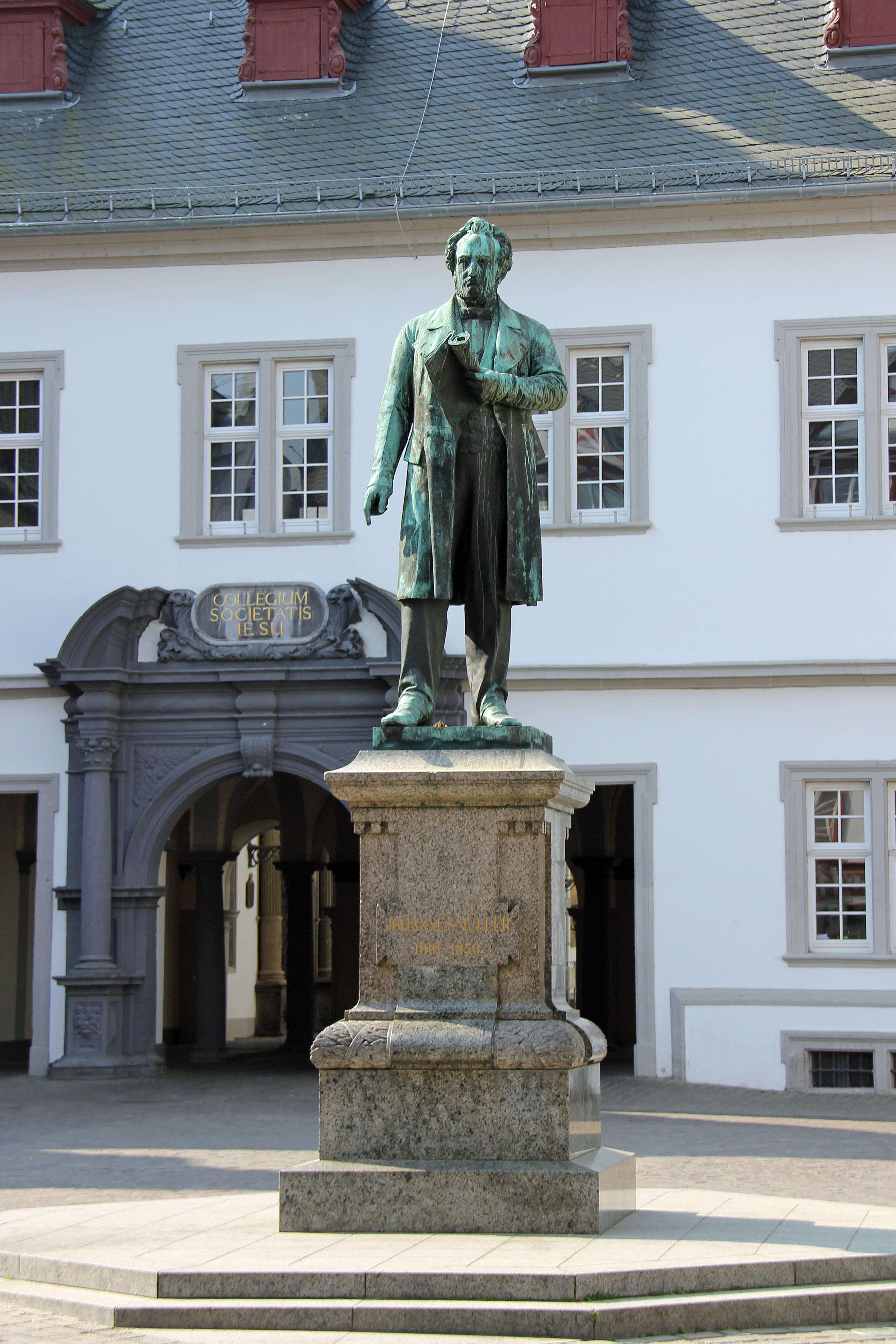
Statua eretta in suo onore sulla Jesuitenplatz di Coblenza

I risultati della sua sterminata attività scientifica sono testimoniati da oltre duecento lavori scientifici fra articoli e monografie.
Dopo la morte di Johann Friedrich Meckel (1781-1833) ha diretto la rivista Archiv fur Anatomie und Physiologie.

### Manuale di fisiologia umana
Di grande importanza, fra le monografie, è il manuale di fisiologia, lo Handbuch der Physiologie des Menschen edito in due volumi: il primo nel 1833 e  il secondo nel 1840. L'importanza del manuale è stata notevole sia dal punto di vista didattico, in quanto era costantemente sottolineata la relazione fra fisiologia e clinica medica, sia dal punto di vista filosofico, in quanto divulgava in ambito scientifico il vitalismo, la dottrina filosofica secondo la quale i fenomeni della vita possiedono dei caratteri propri, grazie ai quali differiscono completamente dai fenomeni chimico-fisici. Müller riteneva infatti che la causa ultima dei fenomeni della vita fosse una Lebenskraft (forza vitale). Quest'ultimo aspetto, in realtà, contribuì ironicamente a rendere l'opera, nella seconda metà del XIX secolo, una delle fonti fondamentali del meccanicismo. A proposito degli organi di senso, Müller espone la sua teoria dell'"energia specifica di ciascun senso" secondo la quale è l'organo di senso a rispondere in modo determinato agli stimoli. Questa teoria, che era stata esposta inizialmente in un'opera del 1826 riguardante la visione, sarà sviluppata successivamente da Carlo Matteucci ed Emil Du Bois Reymond.

### Altri lavori
- Zur vergleichenden Physiologie des Gesichtssinns (1826)
- Uber die phantastischen Gesichtserscheinungen (1826)
- Bildungsgeschichte der Genitalien (1830)
- De glandularum secerneniium structura (1830)
- Vergleichende Anatomie der Myxinoiden (1834-1843)
- Systematische Beschreibung der Plagiostomen (1841) in collaborazione con Henle
- System der Asteriden (1842) in collaborazione con F. H. Troschel
- Horae ichthyologicae (1845-1849) in collaborazione con F.H. Troschel

## Riconoscimenti
- Nel 1854 gli è stata attribuita la Medaglia Copley.
- Nel 1899 gli è stata eretta una statua sulla Jesuitenplatz di Coblenza, di fronte al Municipio
- Da lui prendono il nome i dotti di Müller, delle strutture embrionali da cui origina l'apparato genitale.

## Onorificenze
| Müller è l'abbreviazione standard utilizzata per le specie animali descritte da Johannes Peter Müller. Categoria:Taxa classificati da Johannes Peter Müller |